# Ren Ziwei
Ren Ziwei (Chinees: 任子威) (Harbin, 3 juni 1997) is een Chinees shorttracker en olympisch kampioen in die discipline.

## Carrière
Bij het shorttrack op de Olympische Winterspelen 2018 in Pyeongchang won Ziwei de zilveren medaille op de relay met de Chinese ploeg. Op elk wereldkampioenschap shorttrack vanaf 2017 won Ziwei telkens minstens een medaille: drie zilver (tweemaal relay en eenmaal individueel op de 500 meter) en één brons (500 meter). 
Tijdens de Olympische Winterspelen 2022 in Peking werd Ziwei olympisch kampioen over 1000 meter en op het nieuwe onderdeel gemengde aflossing.
1992: Kim Ki-hoon ·
1994: Kim Ki-hoon ·
1998: Kim Dong-sung ·
2002: Steven Bradbury ·
2006: Ahn Hyun-soo ·
2010: Lee Jung-su ·
2014: Viktor An ·
2018: Samuel Girard ·
2022: Ren Ziwei
2022: Qu Chunyu, Fan Kexin, Wu Dajing, Ren Ziwei